# Stefan Ronge
Stefan Ronge, född den 12 november 1976 i Stockholm, är regissör och PR-konsult.
Ronge har studerat vid Stockholms Filmskola där han tog examen 1999. Sedan 2010 driver han med sin bror Mattias Ronge och ytterligare en kompanjon PR- och webbyrån Deportivo.

## Filmografi
- En utflykt till månens baksida (2003, kortfilm)
- Pretty women (2004, kortfilm)